# Wachtliella
Wachtliella is een geslacht uit de familie van de galmuggen (Cecidomyiidae).

## Soorten
- Wachtliella caricis (Loew, 1850) - zegge-urntjesgalmug
- Wachtliella dalmatica Rübsaamen, 1916
- Wachtliella ericina (F. Low, 1885)
- Wachtliella krumbholzi Stelter, 1975
- Wachtliella niebleri Rübsaamen, 1916
- Wachtliella persicariae (Linnaeus, 1767) - veenwortelgalmug
- Wachtliella stachydis (Bremi, 1847) - andoornbladgalmug